# Ziemianki
Zianticki [ʑeˈmjanki] (tiếng Đức: Schönbund) Là một ngôi làng ở quận hành chính của Gmina Banie Mazurskie, trong huyện Gołdapski, Warmińsko-Mazurskie, ở miền bắc Ba Lan, gần biên giới với Kaliningrad của Nga. Nó nằm khoảng 5 kilômét (3 mi)   về phía đông Banie Mazurskie, 16 km (10 mi) về phía tây nam của Gołdap và 117 km (73 mi) về phía đông bắc của thủ đô khu vực Olsztyn.
Trước năm 1945, khu vực này là một phần của Đức (Đông Phổ).